# 矢出川遺跡
座標: 北緯35度56分45.8秒 東経138度28分59.5秒 / 北緯35.946056度 東経138.483194度
矢出川遺跡（やでがわいせき）、または矢出川遺跡群（やでがわいせきぐん）は、長野県南佐久郡南牧村にある旧石器時代の遺跡である。1995年（平成7年）2月13日に国の史跡に指定された。

## 概要
1953年（昭和48年）に、由井茂也や芹沢長介らによって発見され、その後明治大学による発掘調査などが行われた。日本で初めて細石刃が発見され、2000点以上が確認されている。この遺跡では、ナイフ形石器群や細石刃石器群などの石器群が確認されている。781点もの細石刃石核が出土しており、日本にある細石刃遺跡の中では最多の出土数である。